# 레이스 헬 버거

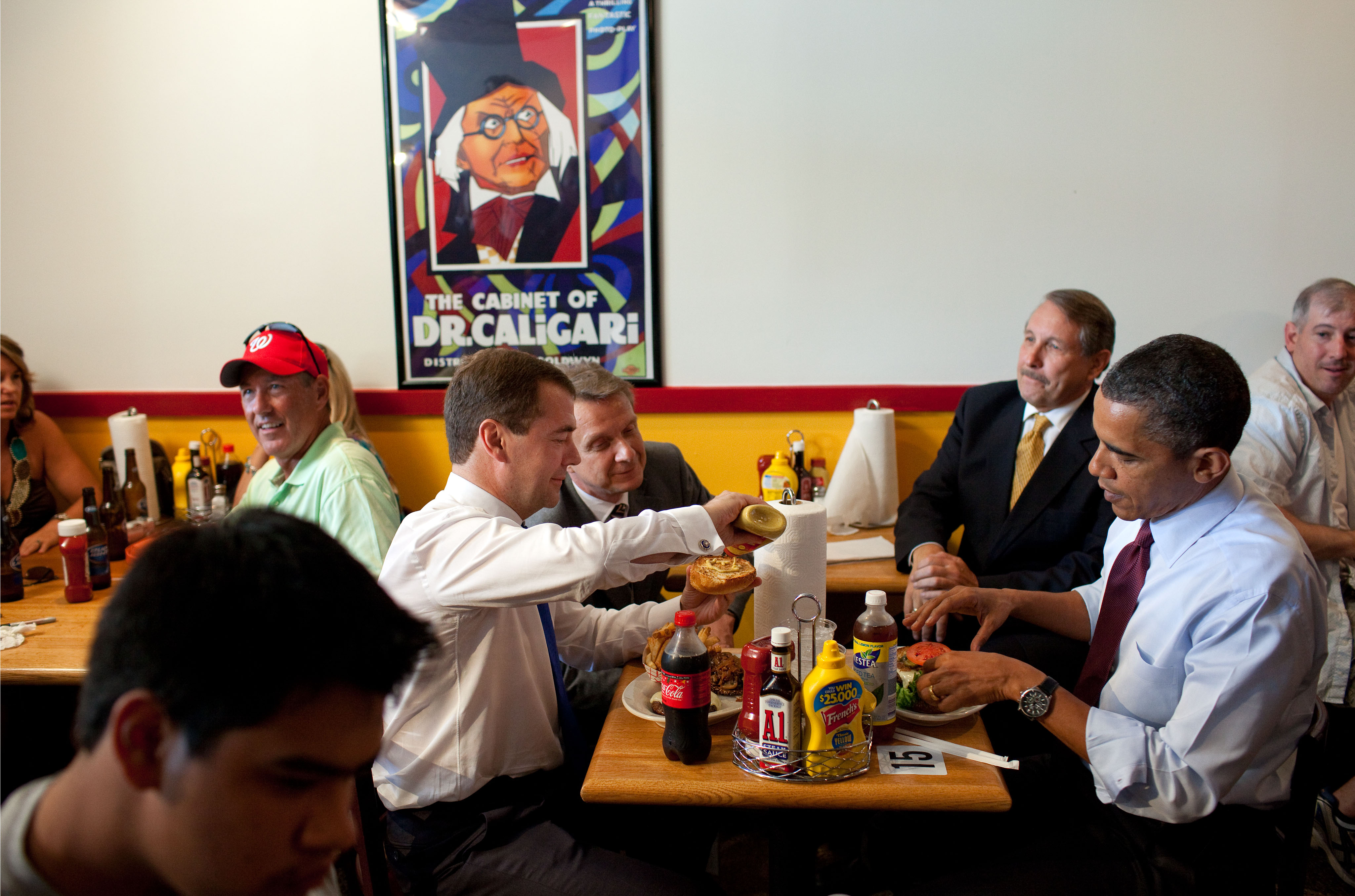
2010년 6월 버락 오바마와 드미트리 메드베데프

레이스 헬 버거(영어: Ray's Hell Burger)는 미국 버지니아주 알링턴의 햄버거 가게이다.